# Pneumócito

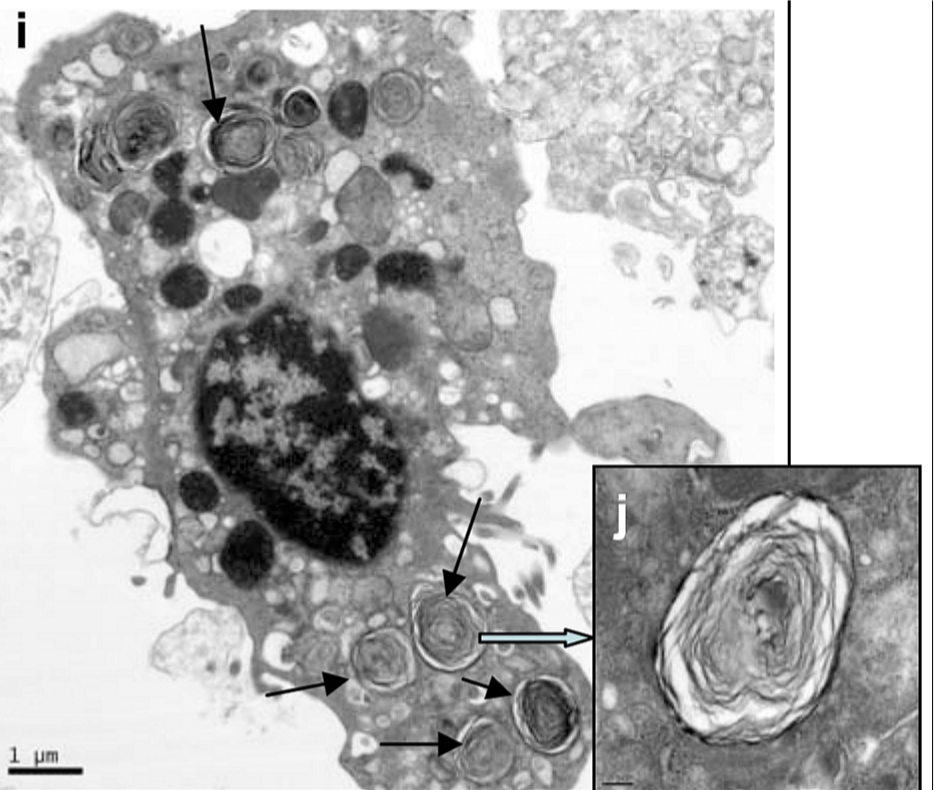
Um pneumócito de tipo II.

Um pneumócito é uma célula epitelial dos alvéolos pulmonares. Há dois tipos de pneumócitos, os de tipo I, que constituem 40% das células e ocupam 90% da superfície do alvéolo e os de tipo II, que constituem 60% das células e ocupam apenas 10% da superfície do alvéolo.